# Baq
Baq (persiska: بق) är en ort i Iran.   Den ligger i provinsen Semnan, i den norra delen av landet, 280 km öster om huvudstaden Teheran. Baq ligger 1 114 meter över havet och antalet invånare är 182.
Terrängen runt Baq är platt söderut, men norrut är den kuperad.Runt Baq är det glesbefolkat, med 9 invånare per kvadratkilometer. Närmaste större samhälle är Dāmghān, 10,6 km väster om Baq. Trakten runt Baq är ofruktbar med lite eller ingen växtlighet.